# Neckarcup 2014
El Neckarcup 2014 fue un torneo de tenis profesional jugado en canchas de tierra batida. Se disputó la primera edición del torneo que formó parte del circuito ATP Challenger Tour 2014. Se llevó a cabo en Heilbronn, Alemania entre el 12 y el 18 de mayo de 2014.

## Jugadores participantes del cuadro de individuales
| Favorito | País                      | Jugador               | Rank1 | Posición en el torneo |
| -------- | ------------------------- | --------------------- | ----- | --------------------- |
| 1        | Bandera de Alemania       | Jan-Lennard Struff    | 73    | CAMPEÓN               |
| 2        | Bandera de Alemania       | Dustin Brown          | 89    | Primera ronda         |
| 3        | Bandera de Estados Unidos | Michael Russell       | 98    | Segunda ronda         |
| 4        | Bandera de Rusia          | Andrey Kuznetsov      | 104   | Cuartos de final      |
| 5        | Bandera de Austria        | Andreas Haider-Maurer | 105   | Segunda ronda         |
| 6        | Bandera de Alemania       | Julian Reister        | 112   | Baja                  |
| 7        | Bandera de Eslovenia      | Blaž Kavčič           | 121   | Cuartos de final      |
| 8        | Bandera de Canadá         | Frank Dancevic        | 122   | Primera ronda         |
| 9        | Bandera de Túnez          | Marsel İlhan          | 145   | Cuartos de final      |

| Posición en el torneo   |
| ----------------------- |
| Primera y segunda ronda |
| Cuartos de final        |
| Semifinales             |
| FINAL                   |
| CAMPEÓN                 |

- 1 Se ha tomado en cuenta el ranking del día 5 de mayo de 2014.

### Otros participantes
Los siguientes jugadores recibieron una invitación (wild card), por lo tanto ingresan directamente al cuadro principal (WC):
- Nils Langer
- Kyle Edmund
- Björn Phau
- Alexander Zverev

Los siguientes jugadores ingresan al cuadro principal con ranking protegido ():
- Giovanni Lapentti

Los siguientes jugadores ingresan al cuadro principal tras disputar el cuadro clasificatorio (Q):
- André Ghem
- Jason Kubler
- Thanasi Kokkinakis
- Kimmer Coppejans

## Jugadores participantes en el cuadro de dobles

### Cabezas de serie
| Favorito | País                        | Jugador           | País                      | Jugador         | Rank1 | Posición en el torneo |
| -------- | --------------------------- | ----------------- | ------------------------- | --------------- | ----- | --------------------- |
| 1        | Bandera de Alemania         | Martin Emmrich    | Bandera de Estados Unidos | Nicholas Monroe | 100   | Primera ronda         |
| 2        | Bandera de Suecia           | Johan Brunström   | Bandera de Finlandia      | Henri Kontinen  | 121   | Cuartos de final      |
| 3        | Bandera de Austria          | Julian Knowle     | Bandera de Eslovaquia     | Michal Mertiňák | 130   | Semifinales           |
| 4        | Bandera de los Países Bajos | Jesse Huta Galung | Bandera de Australia      | Rameez Junaid   | 148   | FINAL                 |

- 1 Se ha tomado en cuenta el ranking del día 5 de mayo de 2014.

## Campeones

### Individual Masculino
- Jan-Lennard Struff derrotó en la final a  Márton Fucsovics, 6–2, 7–65

### Dobles Masculino
- Andre Begemann /  Tim Puetz derrotó en la final a  Jesse Huta Galung /  Rameez Junaid, 6–3, 6–3